# (206) Hersilia
(206) Hersilia es un asteroide perteneciente al cinturón de asteroides descubierto por Christian Heinrich Friedrich Peters el 13 de octubre de 1879 desde el observatorio Litchfield de Clinton, Estados Unidos.
Está nombrado por Hersilia, una legendaria heroína romana, esposa de Rómulo.

## Características orbitales
Hersilia está situado a una distancia media del Sol de 2,741 ua, pudiendo alejarse hasta 2,845 ua. Tiene una excentricidad de 0,03771 y una inclinación orbital de 3,779°. Emplea 1658 días en completar una órbita alrededor del Sol.